# Eichkögl
Eichkögl est une commune autrichienne du district de Südoststeiermark en Styrie.